# Nesnesitelná lehkost bytí
Nesnesitelná lehkost bytí je román, který napsal český spisovatel Milan Kundera.
Celé Kunderovo prozaické dílo pozdějšího období je prostoupeno motivem člověka potácejícího se mezi ideologiemi, který se dostává do momentu bezprostředního ohrožení vlastní existence. Před čtenáři se tak otevírá celá šíře světa naplněného sexuálním a uměleckým požitkářstvím, na druhé straně ale zároveň tím, co sám autor nazval „nesnesitelnou lehkostí bytí“.
I tento román Milana Kundery klade nároky na pozornost četby a čtenářovu paměť. Román nespočívá totiž v jednotě děje, ta je důsledně porušována a nahrazována jinými jednotami – společnými postavami, jednotou témat, společnými motivy jednotlivých částí knihy.
Román Nesnesitelná lehkost bytí vyšel poprvé ve francouzském překladu v roce 1984, česky nejprve dvakrát ve vydáních ’68 Publishers v Torontu v roce 1985 a 1988 a pak v Brně v roce 2006.

## Děj románu
Román zahrnuje období od šedesátých let dvacátého století v Evropě, především v Československu, tedy i události roku 1968 a nastupující normalizaci.
Ústředními postavami románu jsou dvě dvojice milenců – Tomáš s Terezou a Sabina s Franzem. Tomáš s Terezou jsou zvláštní pár, Tereza Tomáše miluje a Tomáš miluje Terezu, přesto jí ale nedokáže být věrný, potřebuje mít neustále milenky. Tereza se mu snaží porozumět, chápe, že jde z jeho strany pouze o sex, přesto ale trpí depresemi a nočními můrami. Po obsazení Československa se Tomáš s Terezou rozhodli emigrovat do Švýcarska, kde by se mohlo Tereze udělat psychicky lépe. Tomáš zde měl zajištěnou práci v nemocnici.
Tam se mu otevírá skvělá budoucnost a kariéra, jeho žena Tereza ale není schopná v cizině žít, Tomáš nepřestává se svými nevěrami, Tereza se upíná na svého psa Karenina a začíná litovat emigrace. Vrací se proto do Československa, nechává Tomášovi dopis, v němž se mu omlouvá, brzy se kvůli ní vrací i Tomáš, který není bez ní schopen žít. Po návratu musí Tereza pracovat v hotelu jako servírka. Tomáš má skvělé lékařské schopnosti, tak mu nechají místo v nemocnici. Toto místo si udrží do bodu, kdy mu v literárním časopise otisknou protikomunistický článek. Musí opustit místo chirurga a stává se praktickým lékařem, což ho nenaplňuje a kvůli dalšímu pronásledování se stává umývačem oken. Odmítl totiž odvolat myšlenky ze svého článku.
Ke konci knihy nalézají útočistě na vesnici, kde nakonec oba nacházejí jistý klid a štěstí. Několik let po přestěhování zemřou oba při autohavárii. Krátce předtím si Tereza uvědomí, kam až svou slabostí, svým vlivem na Tomáše oba zahnala. Nakonec s touto myšlenkou Tomáše konfrontuje:

„Pro tebe znamenala tvoje práce všechno, kdežto já mohu dělat cokoli a je mi to úplně jedno. Já jsem neztratila vůbec nic. Ty jsi ztratil všechno.“
„Terezo,“ řekl Tomáš, „ty sis nevšimla, že jsem tady šťastný?“
„Tvoje poslání bylo operovat.“
„Terezo, poslání je blbost. Nemám žádné poslání. Nikdo nemá žádné poslání. A je to ohromná úleva zjistit, že jsi volná, že nemáš poslání.“

Druhý pár tvoří Sabina a její milenec Franz. Česká malířka Sabina, složitá osobnost, která žije bez morálních zásad, odpůrkyně kýče v jakékoliv podobě, bývalá Tomášova milenka, touží po vnitřním naplnění. Odchází proto do Curychu, kde se ale jen setkává s novou prázdnotou, pronásledována svým vnitřním neklidem odchází i od France, vysokoškolského profesora a anarchistického novináře, protože odmítá jakékoliv politické, umělecké, životní názory. Marně hledá smysl svého života, zoufale se snaží najít nějaký řád, utíká do New Yorku, později do Kalifornie. Franz při protestním pochodu v Kambodži umírá. Sabina není schopna najít ani trvalý vztah, ani rovnováhu.

## Témata
Hlavním tématem knihy je hledání smyslu života, problematika vnitřní a vnější svobody člověka, zároveň neustálé znázorňování protikladů dobra a zla, lehkosti a tíže, kýče a umění.

### Lehkost a tíže bytí
Román začíná úvahou nad lehkostí a tíží lidské existence. Vypravěč v něm ukazuje, že Nietzschova filosofie Věčného návratu přikládá každému lidskému rozhodnutí osudovou váhu, jelikož se každé takové rozhodnutí bude opakovat znovu a znovu.
V opozici k tomuto pohledu na svět přivádí Kundera druhé pojetí, ve kterém se vše žije jen jednou. V souladu s německým příslovím Einmal ist keinmal však tvrdí, že takový život nemá velkou váhu, je nesnesitelně lehký.

### Kýč
Autor zde předkládá svou definici kýče jako druhé slzy: objekt sám o sobě se kýčovitým stává pouze tehdy, nestavíme-li se k němu s pomyšlením „To je krásné!“, ale s úvahou „To je tak krásné, že nás to dojímá!“
Tento kýč je přisuzován jak totalitním režimům, tak politikům a politickým směrům. Kundera vysvětluje, že ve společnosti s pluralitou názorů a politického smýšlení je možno kýči uniknout, avšak totalitní společnosti plodí totalitní kýč.
Vyjadřuje se také k tomu, že z kýče není úniku a že k němu nakonec tak či onak dospějeme. Píše:
Ve chvíli, kdy je kýč rozpoznán jako lež, ocitá se v kontext ne-kýče. Ztrácí tak svou autoritativní moc a je dojemný jako každá lidská slabost. Neboť nikdo z nás není nadčlověk, aby docela unikl kýči. I kdybychom jím sebevíc opovrhovali, kýč patří k lidskému údělu.

Z tohoto pohledu lze konec knihy chápat jako návrat k neškodnému kýči šťastného vesnického života, který je však rozpoznáván a ospravedlňován vzájemnou láskou Tomáše a Terezy.

## Filmová adaptace
Na jedné z prvních stránek českého vydání Nesnesitelné lehkosti bytí je napsáno, že „Jakékoliv adaptace filmové, divadelní, televizní jsou zakázány.“
Kundera byl totiž podobně jako Umberto Eco velmi roztrpčen jedinou americkou filmovou adaptací, ke které dal svolení. Tu v roce 1988 režíroval Philip Kaufman.